# La Rochelle (quận)
Quận La Rochelle là một quận của Pháp, nằm ở tỉnh Charente-Maritime, ở vùng Nouvelle-Aquitaine. Quận này có 15 tổng và 57 xã.

## Các đơn vị hành chính

### Các tổng
Các tổng của quận La Rochelle là: 
1. Ars-en-Ré
2. Aytré
3. Courçon
4. La Jarrie
5. Marans
6. La Rochelle - Tổng thứ nhất
7. La Rochelle - Tổng thứ nhì
8. La Rochelle - Tổng thứ ba
9. La Rochelle - Tổng thứ tư
10. La Rochelle - Tổng thứ năm
11. La Rochelle - Tổng thứ sáu
12. La Rochelle - Tổng thứ bảy
13. La Rochelle - Tổng thứ tám
14. La Rochelle - Tổng thứ chín
15. Saint-Martin-de-Ré

### Các xã
Các xã của quận La Rochelle, và mã INSEE là: 
| 1. Anais (17007)                  | 2. Andilly (17008)                     | 3. Angliers (17009)            | 4. Angoulins (17010)               |
| 5. Ars-en-Ré (17019)              | 6. Aytré (17028)                       | 7. Benon (17041)               | 8. Bourgneuf (17059)               |
| 9. Charron (17091)                | 10. Châtelaillon-Plage (17094)         | 11. Clavette (17109)           | 12. Courçon (17127)                |
| 13. Cramchaban (17132)            | 14. Croix-Chapeau (17136)              | 15. Dompierre-sur-Mer (17142)  | 16. Esnandes (17153)               |
| 17. Ferrières (17158)             | 18. L'Houmeau (17190)                  | 19. La Couarde-sur-Mer (17121) | 20. La Flotte (17161)              |
| 21. La Grève-sur-Mignon (17182)   | 22. La Jarne (17193)                   | 23. La Jarrie (17194)          | 24. La Laigne (17201)              |
| 25. La Rochelle (17300)           | 26. La Ronde (17303)                   | 27. Lagord (17200)             | 28. Le Bois-Plage-en-Ré (17051)    |
| 29. Le Gué-d'Alleré (17186)       | 30. Les Portes-en-Ré (17286)           | 31. Loix (17207)               | 32. Longèves (17208)               |
| 33. Marans (17218)                | 34. Marsilly (17222)                   | 35. Montroy (17245)            | 36. Nieul-sur-Mer (17264)          |
| 37. Nuaillé-d'Aunis (17267)       | 38. Puilboreau (17291)                 | 39. Périgny (17274)            | 40. Rivedoux-Plage (17297)         |
| 41. Saint-Christophe (17315)      | 42. Saint-Clément-des-Baleines (17318) | 43. Saint-Cyr-du-Doret (17322) | 44. Saint-Jean-de-Liversay (17349) |
| 45. Saint-Martin-de-Ré (17369)    | 46. Saint-Médard-d'Aunis (17373)       | 47. Saint-Ouen-d'Aunis (17376) | 48. Saint-Rogatien (17391)         |
| 49. Saint-Sauveur-d'Aunis (17396) | 50. Saint-Vivien (17413)               | 51. Saint-Xandre (17414)       | 52. Sainte-Marie-de-Ré (17360)     |
| 53. Sainte-Soulle (17407)         | 54. Salles-sur-Mer (17420)             | 55. Taugon (17439)             | 56. Villedoux (17472)              |
| 57. Vérines (17466)               |                                        |                                |                                    |